# Rhinotmetus
Rhinotmetus is een geslacht van kevers uit de familie bladkevers (Chrysomelidae).
De wetenschappelijke naam van het geslacht werd in 1860 gepubliceerd door Clark.

## Soorten
- Rhinotmetus tortuosus Bechyne, 1997